# Bengt Jönsson (Oxenstierna)
Bengt Jönsson (Oxenstierna), född i början av 1390-talet, senast 1393, död 1449 eller 1450, var riddare, riksråd och under några månader 1448 svensk riksföreståndare. 

## Biografi

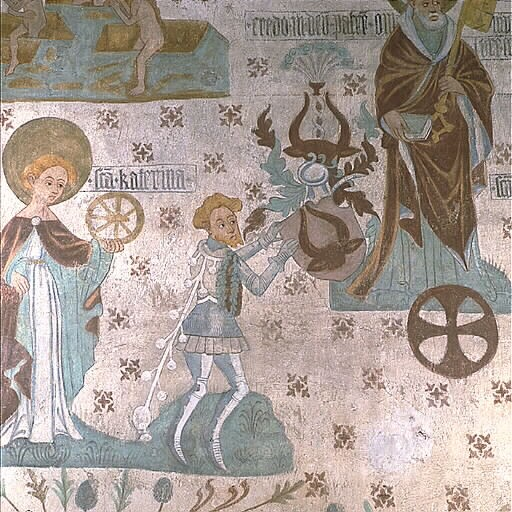
Kalkmålningar i Tensta kyrka i Uppland föreställande riddaren Bengt Jönsson (Oxenstierna) av kyrkomålaren Johannes Rosenrod, signerade 1437.

Bengt Jönsson var son till Jöns Bengtsson (Oxenstierna) d.ä. och Märta Finvidsdotter (Frössviksätten), var myndig 1409, och blev häradshövding i Tierps härad 1426, riksråd 1437 eller 1438, lagman i Uppland 1439 eller 1440, riddare 1441.
Bengt Jönsson ansågs i konflikten mellan Erik av Pommern och Uppsala domkapitel 1434 beredd att ingripa med vapenmakt mot kungen. 1434–1441 tillhörde han det regerande rådet och slöt sig 1439 till det klerikala rådspartiet som stödde Karl Knutsson. Under Kristoffer av Bayern var han kungens hovmästare, riksföreståndare från 1442 och hövitsman på Ringstaholm. Riksföreståndare januari-juni 1448 tillsammans med sin bror Nils Jönsson (Oxenstierna) bedrev han familjepolitik mot Karl Knutsson men försonades med denne efter kungavalet och kvarstod som rikshovmästare. Som måg till drotsen Krister Nilsson (Vasa) förvaltade han det rika arvet efter denne för sina söners räkning.
Bengt Jönssons sätesgård var Salsta i Lena socken i Norunda härad, Uppland. Han gjorde stora donationer till Tensta kyrka och finns därför avbildad på kyrkväggen i form av ett s.k. donatorsporträtt, vilket i likhet med cirka 60 % av resten av kyrkans målningar, är målat av Johannes Rosenrod.

### Familj
Bengt Jönsson gifte sig första gången 19 oktober 1416 i Viborg med Kristina Kristiernsdotter (Vasa) (död före 1436), dotter till riksdrotsen Kristiern Nilsson (Vasa) och Margareta Johansdotter Molteke. De fick tillsammans ärkebiskopen Jöns Bengtsson (1417–1467), riddaren Arvid Bengtsson (död 1453), riddaren David Bengtsson (död 1470) och riddaren Kristiern Bengtsson (död 1476).
Bengt Jönsson gifte sig andra gången 17 juni 1437 på Venngarns slott med Mereta Lydekadotter (Stralendorp), dotter till Lydeka Stralendorp och Ingeborg Magnusdotter. Mereta Lydekadotter var änka efter häradshövdingen Bo Nilsson (Natt och Dag).